# Nižná Sitnica, Humenné
Nižná Sitnica este o comună slovacă, aflată în districtul Humenné din regiunea Prešov. Localitatea se află la altitudinea de 169 m deasupra n.m., se întinde pe o suprafață de 9,17 km2 și în 2017 număra 316 locuitori.

## Istoric
Localitatea Nižná Sitnica este atestată documentar din 1408.

## Demografie
| An:                | 1994 | 2004   | 2014    | 2024   |
| ------------------ | ---- | ------ | ------- | ------ |
| Număr de persoane: | 368  | 365    | 328     | 303    |
| Diferență:         |      | −0,81% | −10,13% | −7,62% |

| An:                | 2023 | 2024 |
| ------------------ | ---- | ---- |
| Număr de persoane: | 300  | 303  |
| Diferență:         |      | +1%  |